# Post Oak Bend City
Post Oak Bend City és un poble dels Estats Units a l'estat de Texas. Segons el cens del 2000 tenia 404 habitants.

## Demografia
Segons el cens del 2000, Post Oak Bend City tenia 404 habitants, 138 habitatges, i 116 famílies. La densitat de població era de 76,1 habitants/km².
Dels 138 habitatges en un 39,1% hi vivien nens de menys de 18 anys, en un 74,6% hi vivien parelles casades, en un 5,8% dones solteres, i en un 15,9% no eren unitats familiars. En el 13% dels habitatges hi vivien persones soles el 2,9% de les quals corresponia a persones de 65 anys o més que vivien soles. El nombre mitjà de persones vivint en cada habitatge era de 2,93 i el nombre mitjà de persones que vivien en cada família era de 3,2.
Per edats la població es repartia de la següent manera: un 27,5% tenia menys de 18 anys, un 6,2% entre 18 i 24, un 28,7% entre 25 i 44, un 29,7% de 45 a 60 i un 7,9% 65 anys o més.
L'edat mediana era de 38 anys. Per cada 100 dones de 18 o més anys hi havia 95,3 homes.
La renda mediana per habitatge era de 56.875 $ i la renda mediana per família de 59.583 $. Els homes tenien una renda mediana de 46.786 $ mentre que les dones 21.250 $. La renda per capita de la població era de 16.591 $. Aproximadament el 6,9% de les famílies i l'11,1% de la població estaven per davall del llindar de pobresa.

## Poblacions més properes
El següent diagrama mostra les poblacions més properes.